# 9496 Оккелс
9496 Оккелс (9496 Ockels) — астероїд головного поясу, відкритий 26 березня 1971 року.
Тіссеранів параметр щодо Юпітера — 3,278.
Названо на честь нідерландського фізика та астронавта Вюббо Йоханнеса Оккелса